# Utica Comets
Utica Comets – amerykański klub hokejowy z siedzibą w Utica w stanie Nowy Jork.
Od 2013 jest kontynuatorem prawnym klubu Peoria Rivermen i od tego czasu gra w lidze AHL.
Funkcjonował jako zespół farmerski dla Vancouver Canucks z ligi NHL, ponadto afiliacją został Kalamazoo Wings w lidze ECHL.

## Poprzednicy prawni
- 1932–1935 Quebec Beavers
- 1935–1951 Springfield Indians
- 1951–1954 Syracuse Warriors
- 1954–1967 Springfield Indians
- 1967–1974 Springfield Kings
- 1974–1994 Springfield Indians
- 1994–2005 Worcester IceCats
- 2005–2013 Peoria Rivermen